# Robo to Usakichi
Space Traveller Robo & Usakichi (ロボとうさ吉 Robo to Usakichi?) es un manga escrito e ilustrado por la autora japonesa Kazue Kato. El manga fue publicado en la revista Shonen Sirius en el año 2005, finalizando, con un total de 5 tomos, en 2007.

## Argumento
Robo, un niño de un año de edad, vive solo en un pequeño planeta aún más lejano que la órbita de Plutón; sigue, día tras día, las tres órdenes que le dio su padre antes de morir. Un día, un conejo llamado Usakichi aterriza tras escapar de una cárcel plutoniana, y es perseguido hasta el planeta de Robo. 
Robo, creyendo que Usakichi, un viejo conejo de treinta y seis años y divorciado, es su amigo, le ayuda a deshacerse de sus perseguidores, rompiendo una de las tres órdenes que le dio su padre: no entrar en la "puerta" y coger el "tornillo rojo". Con un increíble poder, Robo vence a toda la armada plutoniana. Escapando en una nave espacial que el padre de Robo le había dejado preparado para su primer cumpleaños, junto a Usakichi, salen del planeta con dirección a la Tierra. Juntos corren peripecias por todo el universo.

## Personajes principales
Robo (ロボ?)
Es el protagonista de la historia. Con tan solo un año de edad, vive solo en un pequeño planeta lleno de metal, del cual se alimenta. El planeta se encuentra a 120.000.000.000 km del Sol, casi a las afueras del Sistema Solar. Su padre, antes de morir, le dice a Robo que hagan tres promesas:
1.- Nunca te acerques a esa puerta.
2.- No le respondas a esa voz.
3.- Recuerda comer bien.
Cuando abre la puerta para salvar a Usakichi de sus perseguidores ve un extraño tornillo rojo, al cogerlo, el tornillo se le incrusta en el ojo izquierdo y Robo consigue un increíble poder, a la vez que pierda el control de su propio cuerpo. 
Usakichi (うさ吉?)
Es un conejo de treinta seis años de edad, divorciado y convicto que se escapa de una cárcel plutoniana. Va a parar al planeta de Robo, y al ver al niño, intenta utilizarlo para conseguir una nave y escapar hacia la Tierra. Pero no le es tan fácil, ya que las tropas plutonianas le persiguen. Al final tiene que unirse a Robo para poder escapar.